# Diócesis de Szombathely
La diócesis de Szombathely (en latín: Dioecesis Sabarien(sis) y en húngaro: Szombathelyi egyházmegye) es una circunscripción eclesiástica latina de la Iglesia católica en Hungría, sufragánea de la arquidiócesis de Veszprém. La diócesis tiene al obispo János Székely como su ordinario desde el 18 de junio de 2017. 

## Territorio y organización
La diócesis tiene 4660 km² y extiende su jurisdicción sobre los fieles católicos de rito latino residentes en el condado de Vas y en parte del condado de Zala.
La sede de la diócesis se encuentra en la ciudad de Szombathely, en donde se halla la Catedral de Nuestra Señora de la Visitación.
En 2020 en la diócesis existían 67 parroquias.

## Historia
Szombathely corresponde a la antigua ciudad romana de Sabaria (o Savaria), que fue la capital de la provincia de Panonia Prima. Como tal, es probable que fuera la sede de una diócesis, quizás la sede metropolitana de la provincia, que también incluía las diócesis de Scarbantia (hoy Sopron) y Carnuntum (hoy Petronell-Carnuntum); sin embargo, no se conocen obispos católicos de Sabaria. Martín de Tours era originario de Sabaria; en una de sus biografías se dice que, después de muchos años de servicio militar, regresó a su ciudad natal y sufrió la persecución del obispo arriano local por su fe católica.
La diócesis actual fue erigida el 17 de junio de 1777 con la bula Relata semper del papa Pío VI, obteniendo el territorio de las diócesis de Győr, Veszprém y Zagreb (hoy las dos últimas son arquidiócesis). Originalmente era sufragánea de la arquidiócesis de Esztergom (hoy arquidiócesis de Esztergom-Budapest).
El primer obispo, János Szily, construyó el seminario (1777-1780), el palacio episcopal (1780-1783) y la catedral (1791-1797).
Tras el Tratado de Trianón, el 18 de mayo de 1922 cedió parte de su territorio para la erección de la administración apostólica de Burgenland (hoy diócesis de Eisenstadt), que fue establecida con las partes de las diócesis húngaras de Szombathely y de Győr que quedaron en territorio de Austria tras la desintegración del Imperio austrohúngaro.
El 1 de diciembre de 1923 cedió la parte de su territorio en territorio de Yugoslavia a la diócesis de Lavant (hoy arquidiócesis de Maribor).
El 31 de marzo de 1993 pasó a formar parte de la provincia eclesiástica de la arquidiócesis de Veszprém.
El 1 de mayo de 2018 tuvo lugar en Szombathely la beatificación de János Brenner, sacerdote de la diócesis asesinado en un atentado nocturno el 15 de septiembre de 1957, en el marco de la persecución antirreligiosa del régimen comunista húngaro.

## Estadísticas
De acuerdo al Anuario Pontificio 2021 la diócesis tenía a fines de 2020 un total de 212 648 fieles bautizados.
| Año                                                                             | Población            | Población | Población      | Sacerdotes | Sacerdotes    | Sacerdotes    | Bautizados por sacerdote | Diáconos permanentes | Religiosos | Religiosos | Parroquias |
| Año                                                                             | Bautizados católicos | Total     | % de católicos | Total      | Clero secular | Clero regular | Bautizados por sacerdote | Diáconos permanentes | Varones    | Mujeres    | Parroquias |
| ------------------------------------------------------------------------------- | -------------------- | --------- | -------------- | ---------- | ------------- | ------------- | ------------------------ | -------------------- | ---------- | ---------- | ---------- |
| 1948                                                                            | 338 456              | 391 593   | 86.4           | 355        | 261           | 94            | 953                      |                      | 177        | 401        | 165        |
| 1970                                                                            | ?                    | 382 410   | ?              | 258        | 258           |               | ?                        |                      |            |            | 175        |
| 1980                                                                            | 319 279              | 408 700   | 78.1           | 210        | 210           |               | 1520                     |                      |            |            | 176        |
| 1990                                                                            | 290 000              | 405 000   | 71.6           | 160        | 146           | 14            | 1812                     |                      | 14         |            | 176        |
| 1999                                                                            | 295 000              | 392 000   | 75.3           | 158        | 133           | 25            | 1867                     |                      | 35         | 67         | 177        |
| 2000                                                                            | 295 000              | 392 000   | 75.3           | 156        | 125           | 31            | 1891                     |                      | 42         | 69         | 178        |
| 2001                                                                            | 295 000              | 391 000   | 75.4           | 151        | 122           | 29            | 1953                     |                      | 36         | 53         | 178        |
| 2002                                                                            | 295 000              | 390 000   | 75.6           | 144        | 121           | 23            | 2048                     |                      | 26         | 45         | 176        |
| 2003                                                                            | 294 500              | 380 000   | 77.5           | 142        | 120           | 22            | 2073                     |                      | 25         | 37         | 176        |
| 2004                                                                            | 294 000              | 378 000   | 77.8           | 144        | 120           | 24            | 2041                     |                      | 27         | 44         | 176        |
| 2010                                                                            | 302 538              | 390 470   | 77.5           | 141        | 115           | 26            | 2145                     |                      | 28         | 26         | 156        |
| 2014                                                                            | 298 100              | 387 500   | 76.9           | 135        | 105           | 30            | 2208                     |                      | 30         | 56         | 142        |
| 2017                                                                            | 216 302              | 297 375   | 72.7           | 131        | 100           | 31            | 1651                     |                      | 31         | 57         | 67         |
| 2020                                                                            | 212 648              | 291 787   | 72.9           | 125        | 90            | 31            | 1701                     |                      | 31         | 57         | 67         |
| Fuente: Catholic-Hierarchy, que a su vez toma los datos del Anuario Pontificio. |                      |           |                |            |               |               |                          |                      |            |            |            |

### Vida consagrada
En Szombathely están presentes los siguientes institutos y sociedades: Orden de los Hermanos Menores, Sociedad Salesiana de Don Bosco, Sociedad del Verbo Divino, Orden de Canónigos Premonstratenses, Monjas de la Orden de los Predicadores, Siervas de Nuestra Señora de la Anunciación, Hermanas de la Congregación de Nuestra Señora y Hermanas del Servicio Social.

## Episcopolopio

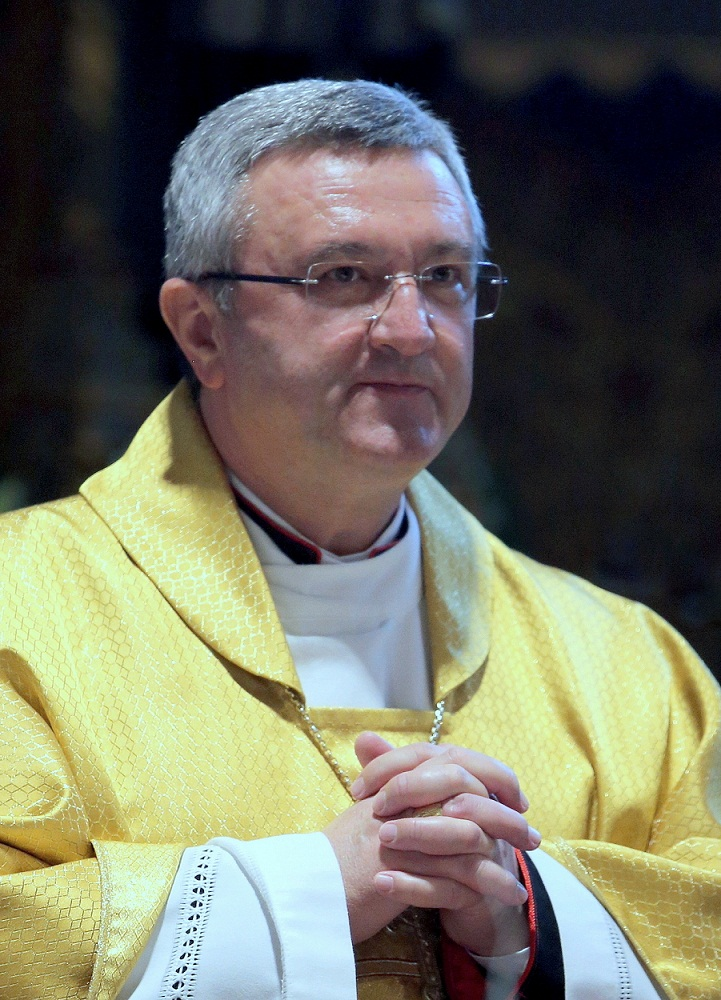
Obispo András Veres

- János Szily † (23 de junio de 1777-2 de enero de 1799 falleció)
- František Herzan von Harras † (12 de mayo de 1800-1 de junio de 1804 falleció)
  - Sede vacante (1804-1806)
- Leopold Perlaki Somogy † (26 de agosto de 1806-20 de febrero de 1822 falleció)
  - Sede vacante (1822-1835)
- András Bolle † (21 de marzo de 1825-4 de junio de 1843 falleció)
- Gábor Balassa † (17 de junio de 1844-11 de agosto de 1851 falleció)
- Ferenc Szenczy † (10 de marzo de 1853-19 de febrero de 1869 falleció)
- Imre Szabó † (22 de noviembre de 1869-28 de febrero de 1881 falleció)
  - Sede vacante (1881-1883)
- Kornél Hidasy † (15 de marzo de 1883-11 de octubre de 1900 falleció)
- István Vilmos † (16 de diciembre de 1901-24 de diciembre de 1910 falleció)
- János Mikes † (11 de diciembre de 1911-10 de enero de 1936 renunció[6])
  - Sede vacante (1936-1939)
- József Grósz † (19 de julio de 1939-7 de mayo de 1943 nombrado arzobispo de Kalocsa)
- Sándor Kovács † (3 de marzo de 1944-8 de febrero de 1972 retirado)
  - Sede vacante (1972-1975)
- Árpád Fábián, O.praem. † (7 de enero de 1975-14 de mayo de 1986 falleció)
- István Konkoly † (5 de junio de 1987-20 de junio de 2006 retirado)
- András Veres (20 de junio de 2006-17 de mayo de 2016 nombrado obispo de Győr)
- János Székely, desde el 18 de junio de 2017